# Hipótesis de censura cósmica

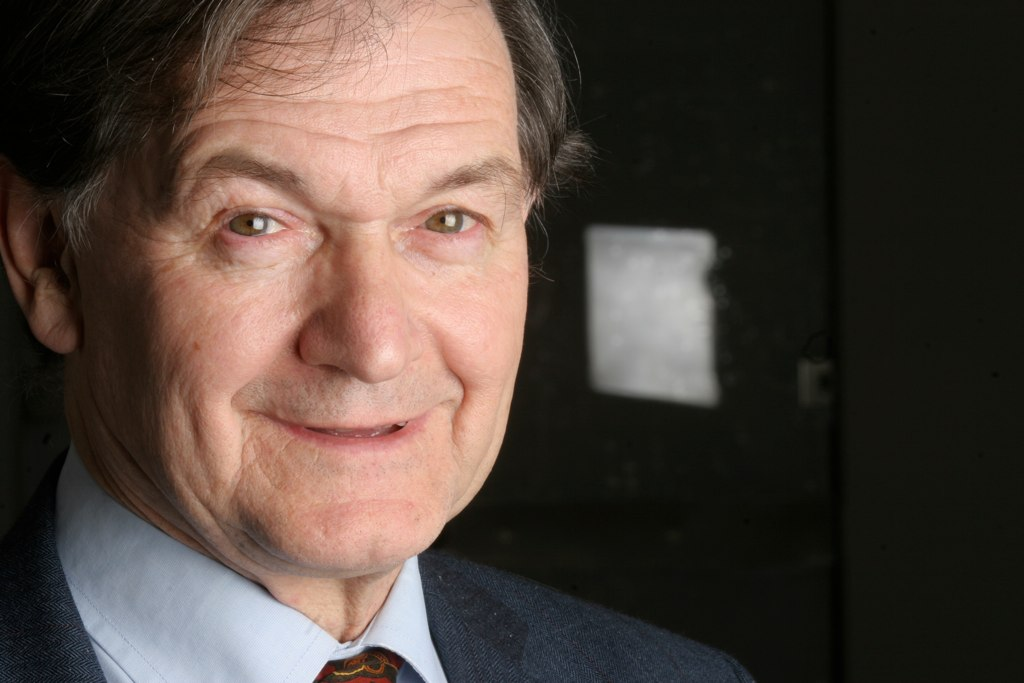
El físico británico Roger Penrose fue quien concibió la Hipótesis de Censura Cósmica

Las hipótesis de censura cósmica fuerte y débil son dos conjeturas sobre la estructura de las singularidades espaciotemporales que surgen en la relatividad general.
Las singularidades que aparecen en las soluciones de las ecuaciones de campo de Einstein permanecen típicamente ocultas al estar circundadas de un horizonte de sucesos y, por lo tanto, no pueden ser vistas desde el resto del espacio-tiempo. Las singularidades que no están ocultas se denominan «desnudas». La hipótesis de censura cósmica débil conjetura que no existen más singularidades desnudas en el universo aparte de la singularidad del Big Bang. El nombre dado a la hipótesis tiene una connotación humorística: la «censura» para «ocultar» al resto del universo las singularidades llamadas «desnudas». La hipótesis fue concebida por Roger Penrose en 1969.

## Introducción y motivación
Debido a que el comportamiento físico de las singularidades es desconocido e indeterminado, si las singularidades pueden ser observadas desde el resto del espacio tiempo, puede romperse el principio de causalidad y la física perdería su poder predictivo. No es posible evitar la cuestión de las singularidades, ya que, de acuerdo con los teoremas de Penrose-Hawking, éstas son inevitables en situaciones físicamente razonables. En ausencia de singularidades desnudas, el universo es determinista. Es posible predecir la evolución completa del mismo a partir de sus condiciones en un determinado momento del tiempo, excepto en algunas regiones finitas del espacio ocultas dentro del horizonte de sucesos de las singularidades. Un fallo en la hipótesis de censura cósmica implicaría un fallo en el determinismo, ya que sería imposible predecir el comportamiento del espacio-tiempo en el futuro causal de una singularidad. Al hablar del horizonte de sucesos de los agujeros negros se asume esta hipótesis en cierto modo.
Roger Penrose formuló esta hipótesis en 1969, pero no ha sido plasmada de una manera completamente formal. Podría considerarse como una propuesta de programa de investigación: una parte de la investigación consistiría en encontrar una exposición formal que resulte físicamente razonable y que pueda probarse como verdadera o falsa.

## Hipótesis de censura cósmica fuerte y débil
Las hipótesis de censura cósmica fuerte y débil son dos conjeturas relacionadas con la estructura global de la geometría de los espacio-tiempos.
- La hipótesis de censura cósmica débil afirma que no pueden existir singularidades visibles para un observador situado en el infinito y por lo que éstas deben estar ocultas por el horizonte de sucesos de un agujero negro.
- La hipótesis de censura cósmica fuerte afirma que, por lo general, la relatividad general es, al igual que la mecánica clásica, una teoría determinista. En otras palabras, el destino clásico de todos los observadores debe ser predecible a partir de las condiciones iniciales.

Pueden existir espacio-tiempos para los que la censura cósmica débil sea válida pero que la fuerte no se cumpla y viceversa.

### Ejemplo
La métrica de Kerr que describe un universo asintóticamente plano con un agujero negro de masa  {\displaystyle \scriptstyle M} y momento angular {\displaystyle \scriptstyle J} puede ser usada para derivar un potencial efectivo para la órbita de las partículas restringido al ecuador. Este potencial tiene la siguiente forma:

{\displaystyle V_{\rm {eff}}(r,e,l)=-{\frac {M}{r}}+{\frac {l^{2}-a^{2}(e^{2}-1)}{2r^{2}}}-{\frac {M(l-ae^{2})}{r^{3}}},~~~a\equiv {\frac {J}{M}}}

donde:
- {\displaystyle r\,} es la coordenada radial.
- {\displaystyle e\,} y {\displaystyle l\,} son la energía conservada de la partícula de prueba y su momento angular (construidos a partir de los vectores de Killing).

La hipótesis de censura cósmica se cumple en dicho universo, si el agujero negro para el caso en que {\displaystyle a<1\,}. Cuando dicha condición se cumple existe un horizonte de eventos alrededor de la singularidad Eso supone que el momento angular de los agujeros de tipo Kerr-Newmann debe ser inferior a un valor crítico, para ser compatible con la hipótesis de censura cósmica. El siguiente experimento mental citado por Hartle en Gravity:

Imagine specifically trying to violate the censorship conjecture.  This could be done by somehow imparting an angular momentum upon the black hole, making it exceed the critical value (assume it starts infinitesimally below it).  This could be done by sending a particle of angular momentum {\displaystyle l=2Me}.  Because this particle has angular momentum, it can only be captured by the black hole if the maximum potential of the black hole is less than {\displaystyle (e^{2}-1)/2}.

Resolviendo el potencial efectivo dado anteriormente para el valor máximo bajo las condiciones resulta que dicho potencial tiene un máximo exactamente para {\displaystyle (e^{2}-1)/2}.

## Problemas con la hipótesis
Existe sin embargo un cierto número de dificultades para formalizar la hipótesis de censura cósmica de manera precisa:
- existen dificultades técnicas en formalizar adecuadamente la noción de singularidad;
- no es difícil construir soluciones de las ecuaciones de Einstein con singularidades desnudas, aunque no son "físicamente razonables". El ejemplo clásico de este tipo de soluciones la solución superextrema de Reissner-Nordström con {\displaystyle M<|Q|}. que tiene una singularidad en {\displaystyle r=0} que no está rodeada por un horizonte de eventos;
- las cáusticas pueden aparecer en modelos muy simples de colapso gravitatorio y pueden llevar a la aparición de singularidades. Aunque esto parece tener más que ver con la sobresimplicación del comportamiento de la materia;
- algunas simulaciones numéricas de colapso gravitatorio han mostrado que las singularidades desnudas pueden aparecer, aunque presentan circunstancias muy muy especiales (como por ejemplo simetría esférica perfecta). Se desconoce si bajo circunstancias más generales se obtiene el mismo resultado.

En 1991, John Preskill y Kip Thorne apostaron con Stephen Hawking que la hipótesis era falsa. Hawking aceptó su derrota en 1997, cuando se descubrieron algunas situaciones especiales como las mencionadas, que él caracterizó como "tecnicismos". Hawking posteriormente reformuló la apuesta para dejar fuera esos tecnicismos. La nueva apuesta permanece todavía sin resolver.

### Contraejemplo
Existen algunos resultados negativos para la hipótesis de censura cósmica. Mark D. Roberts encontró en 1985 una solución a las ecuaciones de Einstein {\displaystyle R_{ab}=2\phi _{a}\phi _{b}} que viola muchas de las formalizaciones de la hipótesis de censura cósmica:

{\displaystyle ds^{2}=-(1+2\sigma )dv^{2}+2dv\,dr+r(r-2\sigma v)\left(d\theta ^{2}+\sin ^{2}\theta \,d\phi ^{2}\right),\quad \phi ={\frac {1}{2}}\ln \left(1-{\frac {2\sigma v}{r}}\right),}

donde {\displaystyle \sigma } es una constante.